# Jean-Marc Duchenne
 (février 2022).
Jean-Marc Duchenne, né à Auxerre en 1959, est un compositeur français d'art acousmatique.

## Biographie
Après des études musicales et universitaires au Conservatoire à rayonnement régional de Dijon et à l'université de Dijon, il entre en 1981 dans la classe de composition acousmatique de Denis Dufour au Conservatoire à rayonnement régional de Lyon. Il en sort avec une médaille d'or en 1984.
Adjoint d'enseignement en composition acousmatique au conservatoire de Lyon de 1988 à 1998, il a été formateur au GRIM EDIF à Lyon de 1994 à 2020. Il a également enseigné l'informatique musicale à l'université Jean-Monnet-Saint-Étienne ainsi qu'à l'université Lyon-II et à l'Institut national des sciences appliquées de Lyon. Il est actuellement formateur en "son 3D" pour l'organisme Whiti Audio Formation.
Son travail porte essentiellement sur des œuvres acousmatiques en sonofixation complète pour les diffusions publiques et les installations. Il produit également des œuvres vidéo et multimédia généralement conçues comme des extensions de son travail sonore et spatial. 
Ses œuvres alimentent et sont alimentées par ses recherches sur l'espace concret, généralisation de la notion d'objet sonore et de sonofixation à l'ensemble du processus de création haut-parlante. Il développe depuis 2003 une série de plugins multicanaux, les AcousModules, et depuis 2007 un ensemble de dispositifs de projection multiphonique basé sur une collection de mini enceintes : l'AcousMobile, qui lui servent aussi bien à créer des œuvres originales (installations et interventions) qu'à la diffusion du répertoire multiphonique. Il compose exclusivement dans son atelier-acousmonium multiphonique depuis la fin des années 80, baptisé depuis 2018 l'Acousmonef.

## Œuvres principales
Pour mémoire :
- La cicatrice du geste, GMVL 1984, 2 canaux à spatialiser
- Quatre études d'espace, Prix Noroit Léonce Petitot 1989, 8 canaux
- Le temps des ambigüités, 1991, 12 canaux
- Scènes de la réalité plus ou moins quotidiennes, 1993, 16 canaux 3D
- Formes et couleurs de la vie, création Futura 1994, installation 16 canaux 3D
- Acousma-Parc, première version (1992-95) 9 dispositifs de 1 à 9 canaux
- L'œil tactile, GRAME 1996, maillage 3D 24 canaux
- Le théâtre de la mémoire, GMVL, installation vidéo (7 canaux) et audio (14 canaux)
- Une brèche dans la citadelle, festival 38èmes Rugissants, projection vidéo 6 canaux et audio 16 canaux
- Préludes, Études et Interludes, 2001, vidéo-audio en 5.1
- Les pieds sur Terre, TransMedia Akademie Dresde, 2003, installation interactive, projection vidéo et audio 6 canaux
- Histoires fantacousmatiques, 2011, maillage 3D 42 canaux
- Forêt fragile, Musiques démesurées 2017, installation pluriphonique 189 canaux
- Totems/Golems, structures haut-parlantes (4 x 10 canaux)
- La Cage, 2015-2017, maillage volumétrique 59 canaux
- SSoSFAGTiaCaGwaP, 2016 SAT Montréal dôme 45 canaux

Depuis 2016 sa production s'articule selon plusieurs séries, toutes conçues comme des manifestations singulières de "l'Acousmonde" :
- Préludes à l'espace ou Petits aperçus de l'Acousmonde, série de courts métrages en espace volumétrique sur 80 canaux (une quarantaine de pièces actuellement)
- Voyages en Acousmonef, longs métrages de "virtualité réelle acousmatique" sur 80 canaux (Bienvenue dans l'Acousmonde, Errance dans une Nature Morte vivante, Terres, Hétérotopismes une poétique de l'espace-temps...)
- Visions de l'Acousmonde, installations vidéophoniques multicanales (Cinématophonies, Corpus DeiA, Le théâtre des ambiguïtés, Toiles//Voiles, IA's Dreams)
- Acousma-Parc, parcours de constructions pluriphoniques

## La recherche sonospatiale et le développement d'outils
Les critères d'espace de l'objet sonore
Les Acousmodules